# ダルビニンクー・バルサス (クライペダ・1931年)
『ダルビニンクー・バルサス』（リトアニア語: Darbininkų balsas）は、1931年1月30日から1939年3月22日までクライペダ地方で発行されていたリトアニア語による週刊紙である。
1931年1月30日に創刊され、当初は隔週刊の発行だったが、同年9月より週刊に移行した。クライペダにある「リータス」という印刷所で印刷されていた。1939年、クライペダがナチス・ドイツに占領されると廃刊に追い込まれた。
労働者のための情報を取り扱っており、また若者向けに「クルトゥーロス・ジディニース (Kultūros židinys)」というページも設けていた。大リトアニア地方ではその革命志向の内容から発行が禁止されていた。
ペトラス・ギンタラス、J・ヤツケヴィチュス、V・シュキース、S・ヴァイノラスが編集に携わっていた。